# Converse (Indiana)
Pour les articles homonymes, voir Converse.
La ville américaine de Converse est située dans les comtés de Grant et Miami, dans l’Indiana. Sa population s'élevait à 1 265 habitants lors du recensement de 2010.